# Pinnaspis chamaecyparidis
Pinnaspis chamaecyparidis är en insektsart som beskrevs av Sadao Takagi 1961. Pinnaspis chamaecyparidis ingår i släktet Pinnaspis och familjen pansarsköldlöss. Inga underarter finns listade i Catalogue of Life.